# Flachslanden
Flachslanden è un comune tedesco di 2 481 abitanti, situato nel land della Baviera.
Signoria dal 1294, appartenne al margraviato di Onolzbach (Ansbach) fino al 1806, per passare poi al regno di Baviera di cui seguì le sorti.